# کریستینا زرب
کریستینا زرب (انگلیسی: Christina Zerbe؛ زادهٔ ۱۲ سپتامبر ۱۹۸۰) بازیکن فوتبال اهل آلمان است.
از باشگاه‌هایی که در آن بازی کرده‌است می‌توان به باشگاه فوتبال آینتراخت فرانکفورت (زنان) اشاره کرد.
وی همچنین در تیم‌های ملی فوتبال Germany women's national under-20 football team و زنان آلمان بازی کرده‌است.